# 保罗·亞崔迪
保罗·亞崔迪（英語：Paul Atreides）是法蘭克·赫伯特的1965年英文科幻小說《沙丘》所創建的一名虛構角色。在原書和電影中，保羅是厄拉科斯領地統治者，並迎娶弗瑞曼長老之女荃妮為妻。